# Decagramo
El decagramo es una unidad de masa del SI que equivale a la centésima parte de un kilogramo y también a diez gramos. Es el primer múltiplo del gramo y el segundo submúltiplo del kilogramo.
Su símbolo es dag.
Un ratón puede tener una masa de dos decagramos.

## Equivalencias
1 decagramo es igual a:
- 10.000 mg
- 1.000 cg
- 100 dg
- 10 g
- 0,1 hg
- 0,01 kg